# Púnico (Lusitania)
Púnico (m. c. 153 a. C.) fue un caudillo de los lusitanos que comandó en el contexto de las guerras lusitanas a estos en contra de los romanos.

## Nombre
La palabra "púnico" (punicus) era usada por los romanos para referirse a los cartagineses y fenicios, posiblemente como consecuencia de un préstamo del griego antiguo phonikeos. La cuestión de un lusitano recibiendo este apelativo no tiene fácil respuesta, pero la teoría mayoritaria, dados los informes sobre presencia mercenaria lusitana en las poblaciones fenicias en el sur de la península, es que Púnico podría haber ganado este sobrenombre a través de la experiencia militar en esta región.
Una crónica de 1677 recoge el nombre de este caudillo como "Apimano".

## Biografía

### Antecedentes
Aunque los escritores antiguos mencionan a menudo la falta de tierras y pobreza de los lusitanos, lo cierto es que estos no carecían de ciudades y desarrollo. El antropólogo Julio Caro Baroja considera que lo que había entre ese pueblo era un conflicto social de raíces étnicas, económicas —latifundismo— o legislativas. Fuera por la razón que fuese, lo cierto es que aquellos menos favorecidos por la fortuna se dedicaban al bandidaje, como dice Diodoro de Sicilia:

Existe una costumbre particular y propia de los hispanos que se manifiesta de manera singular entre los lusitanos: cuando los jóvenes llegan a la edad adulta, aquellos que son más pobres, pero que sobresalen por su fuerza y valor se encaminan a las montañas. Allí se unen en grandes cuadrillas y se lanzan sobre las tierras llanas acumulando riquezas a través del pillaje.

 Por tanto, no se trataba de un bandidaje tribal, como el que era habitual en el norte peninsular, sino basado en la pobreza de un sector de población.
Los lusitanos son mencionados como enemigos de Roma por vez primera en el año 194 a. C., cuando una partida saqueó el valle del Guadalquivir hasta que fue rechazada por Escipión Násica. Estas incursiones continuaron durante los años siguientes pero, al carecer de continuidad, no podían ser consideradas como una guerra, sino que obligaban a que Roma realizara más bien actuaciones policiales para combatirlas.

### Liderazgo
La situación cambió con la aparición en 155 a. C. de Púnico al frente de un ejército formado por lusitanos y vetones que saqueó el sur de la península ibérica. El pretor Calpurnio Pisón envió contra ellos un ejército de 15 000 hombres comandado por Marco Manlio. El choque supuso la muerte de unos 6000 legionarios y desencadenó la alarma en Roma.
Entre los años 155 y 153 a. C. las fuentes señalan que se dedicó a saquear los territorios de los blastofenicios aliados de Roma. Dirigió incursiones lusitanas en la Bética y también en el territorio de la costa mediterránea aliado, según Apiano, a los vetones. Los enfrentamientos supusieron la muerte en combate del cuestor Terencio Varrón y constantes asaltos a las ciudades. Incluso las localidades fenicias costeras suplicaron ayuda a Roma.
Púnico murió en combate en el área mediterránea de la península ibérica y fue sustituido por Césaro, quien llegó con sus hombres hasta Sexi y dominó toda la costa meridional menos las ciudades.